# Biocenoza
Biocenoza ali življenjska združba je živi del ekosistema. Združuje vse skupnosti (cenoze) živih organizmov rastlin  in živali, ter mikroorganizmov v njihovem življenjskem okolju - biotop. V biocenozi si živi organizmi prizadevajo vsak po svoje zagotoviti dostop do hrane, ki jo omogočajo dejavniki okolja. V biocenozi obstanejo le osebki, ki jim uspeva izboriti preživetje v konkurenci z drugimi organizmi in okoljem. Na ta način deluje samoregulacija sistema.
V biocenozi so poglavitne prehranjevalne odvisnosti, kajti zaradi njih biocenoza deluje kot celota.
Glede na prehranjevalne povezave organizmov razlikujemo v biocenozi tri skupine:
- proizvajalce - producente (zelene rastline)
- porabnike - konzumente (živali)
- razkrojevalce - dekompozitorji (povečini bakterije in glive)

Vrstna sestava biocenoze in njena struktura sta odvisni od podnebja, fizikalnih in kemičnih dejavnikov, lastnosti tal, vsebnosti vode.
Spremembe abiotskih razmer okolja lahko povzročijo količinske in kakovostne spremembe biocenoze - ekološka sukcesija, ker so rastlinske in živalske vrste odvisne od razmer v okolju.
Razlikujemo : biocenoza morja, jezera, gozda, travnika. Meje med biocenozami niso izrazite.
Glede na število vrst , ki sestavljajo določeno biocenozo, razlikujemo bogate (sestavlja jih veliko število vrst) in revne biocenoze (sestavlja jih majhno število vrst, npr. agrocenoza).
Biocenoza 

## Lastnosti biocenoze
- biocenoza se v fosilnem stanju ne ohrani
- biocenoza ne more biti sklop nepovezanih vrst
- biocenoza ima svojo strukturo, ki je razvidna iz njenega kvalitativnega sestava
- biocenoza je kombinacija različnih rastlinskih in živalskih populacij
- biocenoza je dinamični sistem, v smislu prehrane
- biocenoza se vzdržuje kot dinamični funkcionalni sistem, sposobnost notranje regulacije

## Ostale biocenoze
Merocenoza je manjša enota, ki ni sposobna samoregulacije, tanacenoza je mrtva biocenoza, predstavlja kopičenje organizmov iz različnih življenjskih okolij. Predstavlja združbo pokopanih organizmov, tafocenoza je mrtva združba, skupen grob organizmov iz različnih okolij, liptocenoza je nekrozena, pri kateri se ohranijo sledovi in ostanki organizmov, oriktocenoza je del tanacenoze, ki se ohrani v fosilni obliki.

## Vir
- Hłuszyk, Halina, et. al., »Slovar ekologije«, DZS, Ljubljana, 1998 (COBISS)